# Rătești
Rătești est une commune roumaine située dans le județ d'Argeș.